# Loupfougères
Loupfougères és un municipi francès situat al departament de Mayenne i a la regió de País del Loira. L'any 2007 tenia 439 habitants.

## Demografia

### Població
El 2007 la població de fet de Loupfougères era de 439 persones. Hi havia 181 famílies de les quals 49 eren unipersonals (33 homes vivint sols i 16 dones vivint soles), 66 parelles sense fills, 62 parelles amb fills i 4 famílies monoparentals amb fills.
La població ha evolucionat segons el següent gràfic:
Habitants censats

### Habitatges
El 2007 hi havia 243 habitatges, 178 eren l'habitatge principal de la família, 33 eren segones residències i 33 estaven desocupats. 240 eren cases i 1 era un apartament. Dels 178 habitatges principals, 137 estaven ocupats pels seus propietaris, 40 estaven llogats i ocupats pels llogaters i 1 estava cedit a títol gratuït; 3 tenien una cambra, 6 en tenien dues, 39 en tenien tres, 52 en tenien quatre i 77 en tenien cinc o més. 138 habitatges disposaven pel capbaix d'una plaça de pàrquing. A 83 habitatges hi havia un automòbil i a 79 n'hi havia dos o més.

### Piràmide de població
La piràmide de població per edats i sexe el 2009 era:
| Homes | Edats   | Dones |
| ----- | ------- | ----- |
| 0     | 95 o +  | 0     |
| 0     | 90 a 94 | 4     |
| 0     | 85 a 89 | 4     |
| 0     | 80 a 84 | 0     |
| 0     | 75 a 79 | 8     |
| 8     | 70 a 74 | 16    |
| 24    | 65 a 69 | 8     |
| 4     | 60 a 64 | 12    |
| 4     | 55 a 59 | 4     |
| 20    | 50 a 54 | 8     |
| 20    | 45 a 49 | 24    |
| 12    | 40 a 44 | 8     |
| 8     | 35 a 39 | 16    |
| 16    | 30 a 34 | 12    |
| 16    | 25 a 29 | 16    |
| 12    | 20 a 24 | 4     |
| 12    | 15 a 19 | 12    |
| 8     | 10 a 14 | 8     |
| 0     | 5 a 9   | 4     |
| 16    | 0 a 4   | 4     |

## Economia
El 2007 la població en edat de treballar era de 262 persones, 199 eren actives i 63 eren inactives. De les 199 persones actives 188 estaven ocupades (111 homes i 77 dones) i 11 estaven aturades (5 homes i 6 dones). De les 63 persones inactives 27 estaven jubilades, 11 estaven estudiant i 25 estaven classificades com a «altres inactius».

### Ingressos
El 2009 a Loupfougères hi havia 172 unitats fiscals que integraven 426 persones, la mediana anual d'ingressos fiscals per persona era de 15.223 €.

### Activitats econòmiques
Dels 5 establiments que hi havia el 2007, 1 era d'una empresa de construcció, 2 d'empreses de comerç i reparació d'automòbils, 1 d'una empresa d'hostatgeria i restauració i 1 d'una empresa financera.
Dels 4 establiments de servei als particulars que hi havia el 2009, 1 era una oficina bancària, 1 taller de reparació d'automòbils i de material agrícola, 1 fusteria i 1 restaurant.
L'any 2000 a Loupfougères hi havia 30 explotacions agrícoles que ocupaven un total de 1.160 hectàrees.

## Equipaments sanitaris i escolars
El 2009 hi havia una escola elemental integrada dins d'un grup escolar amb les comunes properes formant una escola dispersa.

## Poblacions més properes
El següent diagrama mostra les poblacions més properes.